# JBLスーパーリーグ 2006-07

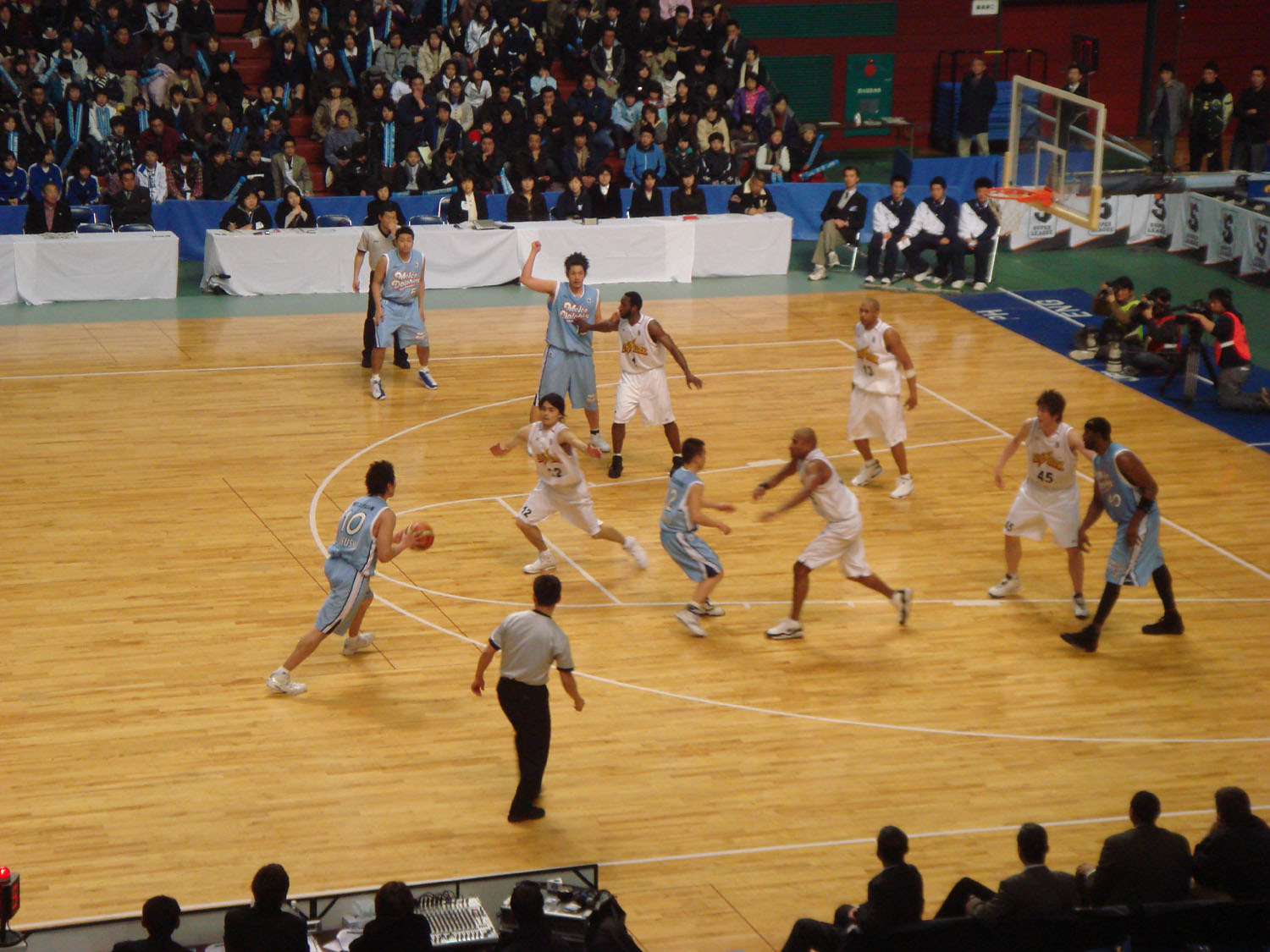
2006-2007プレーオフファイナル、2007年3月18日

JBLスーパーリーグ 2006-07は、2006年から2007年にかけて開催されたJBLスーパーリーグである。2007年よりバスケットボール日本リーグ機構が日本バスケットボールリーグに改組されたためスーパーリーグとしては最後のシーズンとなった。

## 参加チーム
- 日立サンロッカーズ
- 東芝ブレイブサンダース
- トヨタ自動車アルバルク
- オーエスジーフェニックス
- アイシンシーホース
- 三菱電機メルコドルフィンズ
- パナソニックスーパーカンガルーズ

## 結果

### レギュラーシーズン順位
| 順位 | チーム名                         | 成績     | 勝率 |
| ---- | -------------------------------- | -------- | ---- |
| 1    | 三菱電機メルコドルフィンズ       | 17勝7敗  | .708 |
| 2    | トヨタ自動車アルバルク           | 16勝8敗  | .667 |
| 3    | アイシンシーホース               | 14勝10敗 | .583 |
| 4    | パナソニックスーパーカンガルーズ | 13勝11敗 | .542 |
| 5    | 日立サンロッカーズ               | 11勝13敗 | .458 |
| 6    | 東芝ブレイブサンダース           | 7勝17敗  | .292 |
| 7    | オーエスジーフェニックス         | 6勝18敗  | .250 |

### プレーオフ
セミファイナル
| 戦 | 勝者                                   | スコア | 敗者                                     |
| -- | -------------------------------------- | ------ | ---------------------------------------- |
| 1  | トヨタ自動車アルバルク レギュラー・2位 | 86-58  | アイシンシーホース 同・3位               |
| 2  | トヨタ自動車アルバルク レギュラー・2位 | 94-88  | アイシンシーホース 同・3位               |
| 1  | 三菱電機メルコドルフィンズ 同・1位     | 61-78  | パナソニックスーパーカンガルーズ 同・4位 |
| 2  | 三菱電機メルコドルフィンズ 同・1位     | 88-83  | パナソニックスーパーカンガルーズ 同・4位 |
| 3  | 三菱電機メルコドルフィンズ 同・1位     | 95-87  | パナソニックスーパーカンガルーズ 同・4位 |

ファイナル
| 戦 | 勝者                   | スコア | 敗者                       |
| -- | ---------------------- | ------ | -------------------------- |
| 1  | トヨタ自動車アルバルク | 86-79  | 三菱電機メルコドルフィンズ |
| 2  | トヨタ自動車アルバルク | 89-72  | 三菱電機メルコドルフィンズ |
| 3  | トヨタ自動車アルバルク | 95-74  | 三菱電機メルコドルフィンズ |

### 最終順位
| 順位 | チーム名                         |
| ---- | -------------------------------- |
| 1    | トヨタ自動車アルバルク           |
| 2    | 三菱電機メルコドルフィンズ       |
| 3    | アイシンシーホース               |
| 4    | パナソニックスーパーカンガルーズ |
| 5    | 日立サンロッカーズ               |
| 6    | 東芝ブレイブサンダース           |
| 7    | オーエスジーフェニックス         |

## JBLアウォード
MVP
- チャールズ・オバノン（トヨタ自動車）

ルーキー・オブ・ザ・イヤー
- 佐藤託矢（三菱電機）

コーチ・オブ・ザ・イヤー
- トーステン・ロイブル（トヨタ自動車）

ベスト5
- PG 五十嵐圭（日立）
- SG 渡邉拓馬（トヨタ自動車）
- SF 川村卓也（オーエスジー）
- PF ロン・ヘール（三菱電機）
- C チャールズ・オバノン（トヨタ自動車）

レフリー・オブ・ザ・イヤー
- 阿部哲也